# Sotto la croce del sud
Sotto la croce del sud è un film del 1938 diretto da Guido Brignone. Il film venne presentato alla Mostra di Venezia del 1938, vincendo una medaglia per i valori tecnici della pellicola.

## Trama
Un giovane ingegnere arriva nell'Africa Orientale Italiana per dirigere i lavori di bonifica. Permette ad una coppia di gestire lo spaccio nonostante non abbiano alcun permesso.
La donna cerca di sedurlo mentre l'uomo vende alcolici di nascosto creando in questo modo malumore tra i lavoratori.
L'ingegnere capisce che la donna non è innamorata di lui e riesce ad allontanare la coppia, lui resterà solo ma porterà a compimento il suo lavoro.